# المحكمة الدولية لحقوق الإنسان

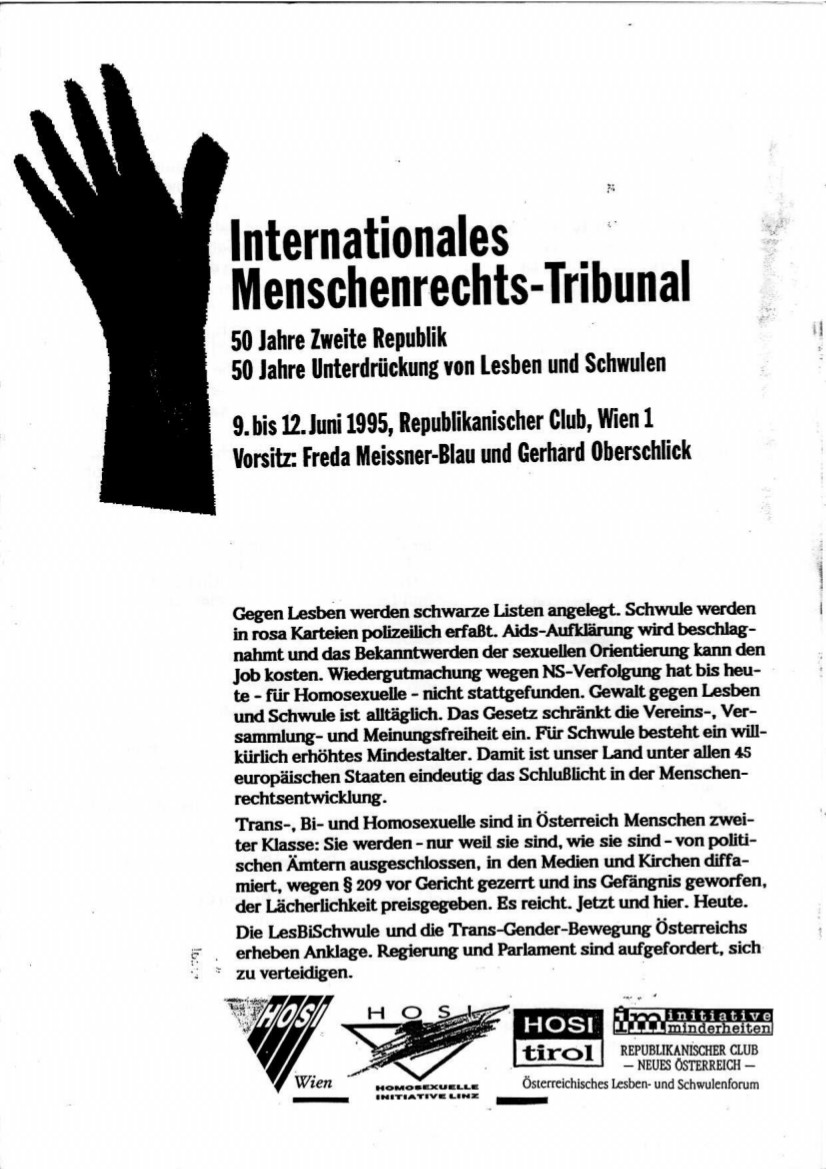

المحكمة الدولية لحقوق الإنسان (IHRT) تأسست في فيينا (النمسا) في يونيو 1995. ولقد ترأس هذه المحكمة الناشطة في مجال البيئة وحقوق الإنسان فريدة ميسنر-بلاو وجيرهارد أبيرشليك ومحرر مجلة فورفم (FORVM)، وكانت مخصصة لاضطهاد المثليين ومزدوجي الميول الجنسية والأشخاص المتحولين جنسيًا في النمسا من عام 1945 إلى 1995.

## اللجنة الدولية
نظرًا لخوف المنظمين من قيام جمهورية النمسا بممارسة القمع عليهم، اتجه المنظمون إلى الطلب من شخصيات بارزة في المجتمع الدولي لحقوق الإنسان بالانضمام إلى اللجنة الدولية، وبالتالي حماية هذا المسعى. وعلى الرغم من قرار الملكة مارجريت الثانية ملكة الدنمارك بعدم قبول العرض المتمثل في رئاسة هذه اللجنة، فقد كان هناك تأييد واسع من جميع أنحاء العالم. ومن بين الأعضاء المشاركين في هذه اللجنة جاك جاليوت، أسقف بارتينيا، والسياسيون ميل ريد (المملكة المتحدة) وسيفند روبنسون (كندا) وكلوديا روث (ألمانيا) وتيريزيجا ستويستس (أستراليا)، والكتاب مثل كونو كنوبل وكريستينه نوستلنغر وجيرهارد روث، والخبير في علم النفس التنموي روبرت شامبر (فرانكفورت)، وعالم الاجتماع بيرند مارين والمحامي الحقوقي مانفريد نويك (كلاهما من فيينا)، والعالم السياسي أنطون بيلينكا (إنسبروك)، إلى جانب الباحثين الأكاديميين الآخرين مثل إيجور إس كون (موسكو)، وآسا جي راشمانوفا (سانت بطرسبرغ)، ودوجلاس ساندرز (فانكفور)، وثيو ساندفورت (أوتريخت) وكريستوفر ويليامز (بريستون، المملكة المتحدة)، فضلًا عن النشطاء الحقوقيين ووكلاء الدعاية ونشاط إل جي بي تي |نشطاء إل جي بي تي من بلغاريا والدنمارك وفرنسا وهولندا والنرويج وبيرو.

## المجلس الأعلى
يترأس هذه اللجنة ميسنر بلاو وأوبرشليك، وتتألف هيئة المحلفين من شخصيات بارزة من داخل المجتمع المدني النمساوي، ومن بين تلك الشخصيات عالِم اللاهوت كورت لوثي، والفلاسفة دودولف برجر وأوليفر مارشارت، والكتّاب جوزيف هاسلينجر ودورون رابينوفيتشي وكاثرينا رايس، والسياسيون فريدرن هيومر (الخضر) وفولكر كيير (المنتدى الليبرالي)، والممثلة مرسيدس إكرير، والأطباء النفسيون ريترود بيرنر وألفريد بريتز وجوتا زينيكر، والقاضي نوربرت جيرستبيرجر، والمحامون نادجا لورنز وألفريد نول، والعالم الثقافي والناشط ديتر شريج، وأربعة صحفيين ومحرر وعضوان من إحدى النقابات وطبيبان، فضلًا عن العديد من النشطاء الحقوقيين. وقد تغيرت تركيبة هيئة المحلفين في كل الأجزاء السبعة للمحكمة - بناءً على خبرة المحلفين المحددة. على سبيل المثال، هيئة التحكيم للجزء السابع. التنويع بين عامة الجمهور والذي يتألف من أربعة صحفيين ومحرر وعالم اجتماع والكاتب هسلينجر، وعالِم اللاهوت لوثي، والممثلة أكرير والطبيب النفسي بيرنير.

## المقاضاة
يشغل الناشط الحقوقي كريستيان ميكلديس منصب النائب العام. وقد ترأس كريستيان فريقًا يضم ممثلين بارزين من حركة إل جي بي تي النمساوية، ومن بينهم نشطاء من منظمة هوسي وين (HOSI Wien)، وهم غودرون هاور وكورت كريكلر وفالتراود ريغلر وإحدى الممثلات عن الأشخاص المتحولين جنسيًا وهي إليزابيث بيتش.
وقد طرحت هيئة الادعاء عددًا من التهم في سبعة مجالات مختلفة:
- قانون العقوبات والدستور
- السجل المدني والأسرة والزواج والمعاشرة بدون زواج
- التعويضات عن ممارسات القمع النازي
- متلازمة العوز المناعي المكتسب (AIDS) وآثارها الاجتماعية
- السجن، الطب النفسي، الخدمات المسلحة، الشرطة، حق اللجوء
- التمييز في بيئة العمل
- التمييز بين عامة الجمهور

لقد تم الاعتماد على الشهادات لتوثيق التهم. وقد تم الإفادة بتلك الشهادات في مسائل ملاحقات الشرطة والسجن والعلاج النفسي والعلاج بالصدمات الكهربية وفقد الوظيفة والإهانة العلنية.
وفي كل حالة من من هذه الحالات، تُوجه إلى جمهورية النمسا تهمة التفريط في التزاماتها في قضايا حقوق الإنسان، ومن ثَم خرق التزامها الخاص بـ الإعلان العالمي لحقوق الإنسان الذي تبنته الجمعية العامة للأمم المتحدة في باريس عام 1948.

## الدفاع
في أجزاء ستة من سبعة أجزاء داخل المحكمة، ظلت المقاعد المخصصة للدفاع خالية. وامتنعت جمهورية النمسا عن الدفاع عن نفسها. واتجه معظم الممثلين السياسيين إلى تجاهل الدعوة أو تمريرها إلى إدارة ما تابعة إلى وزارتهم، والتي لم ترد مطلقًا. ولم يوجد سوى خطاب مطول واحد كتبه رولاند ميكلاو، الرئيس الإداري في وزارة العدل، يشرح فيه سبب عدم تفضيله المشاركة.
وفي اليوم الأول للمحكمة، جلس عضو البرلمان يوهانس ياروليم، العضو في الحزب الديمقراطي والاجتماعي، في مقعد الدفاع - بصفته صديق المحكمة، ليس مدافعًا عن المحكمة، ولكن مشيرًا إلى أنه وافق على كافة التغييرات التي تمت المطالبة بإدراجها في قانون العقوبات. وقد أشار إلى رفض شريك الائتلاف المتمثل في حزب الشعب النمساوي، والذي أعاق بشكل فعال كل خطوة يتم اتخاذها في هذا المجال.

## الأحكام السبعة
ثبت إدانة جمهورية النمسا في كافة المجالات السبعة. ومع ذلك، لا توافق هيئة المحلفين دائمًا على طلبات فريق الادعاء بالكامل. فعلى سبيل المثال، في الجزء الأول من قانون العقوبات والدستور ، طالب النائب العام بإلغاء قانون الإباحية. ولم توافق هيئة المحلفين على هذا الطلب.

## تأثيرات المحكمة
على الرغم من تجاهل الصحافة لمعظم الأحكام، إلا أنه منذ ذلك الحين تم تنفيذ كافة أحكام وطلبات المحكمة تقريبًا في القانون النمساوي:
- 1996: §§ إلغاء المادة 220 و221 من قانون العقوبات النمساوي
- 1998: تعديل قانون العقوبات، وبهذا لم يعد الشركاء من نفس الجنس مضطرين للإدلاء بشهادتهم ضد شركائهم
- 2002: سن الرشد متساوٍ بالنسبة لكافة التوجهات الجنسية
- 2003: إزالة جميع السجلات والبيانات الخاصة بأولئك المحكوم عليهم من بنوك بيانات الشرطة وفقًا للمادة 209
- 2004: التوجه الجنسي الوارد في قانون مكافحة التمييز
- 2005: المثليون جنسيًا المعترف بهم كضحايا الاضطهاد النازي
- 2009: لم يعد تغيير الجنس في الوثائق معتمدًا على إكمال عمليات تغيير الجنس
- 2009: أصبحت عملية إلغاء الأحكام النازية ضد المثليين جنسيًا ممكنة
- 2010: أصبح القانون يعترف بـ المعاشرة بدون زواج بين الزوجات السحاقيات والأزواج الشاذين

إن الإدراك المتأخر لرفض الساسة النمساويين الدفاع عن أنفسهم في المحكمة يمكن اعتباره بمثابة اعتراف صامت - حدث ذلك بالفعل في عام 1995 - على أن ممارسات حقوق الإنسان النمساوية في هذا المجال لم تف بالمعايير المطلوبة دوليًا. ومع ذلك، لم يتم حتى اليوم توضيح السبب وراء أنه لا زال الأمر يتطلب 15 عامًا لإلغاء الاضطهاد القانوني والتمييز.
لقد كان الهدف أن تكون هذه المحكمة واحدة ضمن سلسلة من الإجراءات. في عام 1998، كان من المفترض أن تحكم المحكمة الدولية الثانية لحقوق الإنسان في قضايا العنصرية وكره الأجانب بالنمسا، ولكن باءت المحاولة بالفشل، نظرًا لقلة الموارد المالية. ولا تزال هناك خطط لتخصيص المحكمة التالية للحكم بـ عقوبة الإعدام.